# 横山邦彦
横山邦彦（日语：／ Yokoyama Kunihiko，1947年3月17日—），日本前男子篮球运动员。他曾代表日本参加1972年夏季奥运会男子篮球比赛，获得第十四名。他也参加了1970年亚洲运动会，获得一枚铜牌。